# Uljanowskoje (Kaliningrad)
Uljanowskoje (russisch Ульяновское, deutsch Klein Beynuhnen, 1938–1945 Kleinbeinuhnen) ist ein Ort in der russischen Oblast Kaliningrad. Er gehört zur kommunalen Selbstverwaltungseinheit Munizipalkreis Osjorsk im Rajon Osjorsk.

## Geographische Lage
Uljanowskoje liegt neun Kilometer südwestlich der Rajonstadt Osjorsk (Darkehmen/Angerapp) zwei Kilometer von der Regionalstraße 27A-025 (ex R508) entfernt und ist über den Abzweig Otradnoje (Kunigehlen/Stroppau) zu erreichen.
Ab 1914 lag die Bahnstation Beynuhnen (ab 1938 „Beinuhnen“) auf der Bahnstrecke Gumbinnen–Angerburg (heute Gussew bzw. Węgorzewo). Die Gleise wurden nach 1945 demontiert.

## Geschichte

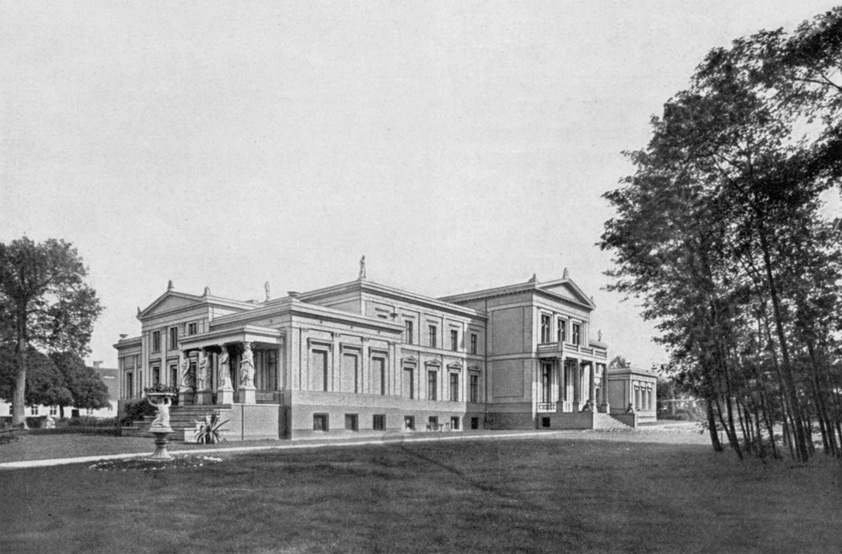
Außenansicht von Schloss Klein Beynuhnen

Das Gutsdorf Klein Beynuhnen zählte 1818 insgesamt 110 Einwohner. Ihre Zahl stieg bis 1863 auf 195. Im Jahr 1874 wurde der Gutsbezirk Klein Beynuhnen Verwaltungssitz eines neu eingerichteten Amtsbezirks im Kreis Darkehmen. 1925 lebten in Klein Beynuhnen bereits 242 Menschen.
Am 30. September 1928 wurde der Gutsbezirk Klein Beynuhnen mit dem südlich gelegenen Gutsbezirk Angerau (russisch nach 1945: Woronzowo, nicht mehr existent) zur neuen Landgemeinde Klein Beynuhnen zusammengelegt. So stieg auch die Einwohnerzahl 1933 auf 358 und 1939 auf 369. Am 3. Juni 1938 – mit Bestätigung vom 16. Juli 1938 – schließlich wurde die amtliche Schreibweise zu „Kleinbeinuhnen“ geändert.
Im Januar 1945 wurde der Ort von der Roten Armee besetzt. Die neue Polnische Provisorische Regierung ging zunächst davon aus, dass er mit dem gesamten Kreis Darkehmen (Angerapp) unter ihre Verwaltung fallen würde. Im Potsdamer Abkommen (Artikel VI) von August 1945 wurde die neue sowjetisch-polnische Grenze aber unabhängig von den alten Kreisgrenzen anvisiert, wodurch der Ort unter sowjetische Verwaltung kam. Die polnische Umbenennung des Ortes (als „Beinuhnen“) in Bejnuny Małe im März 1947 wurde (vermutlich) nicht mehr wirksam. Im November 1947 erhielt er den russischen Namen Uljanowskoje und wurde gleichzeitig dem Dorfsowjet Otradnowski selski Sowet in Rajon Osjorsk zugeordnet. Vermutlich 1963 gelangte Uljanowskoje in den Nowostrojewski selski Sowet. Von 2008 bis 2014 gehörte der Ort zur Landgemeinde Nowostrojewskoje selskoje posselenije, von 2015 bis 2020 zum Stadtkreis Osjorsk und seither zum Munizipalkreis Osjorsk.

### Amtsbezirk Klein Beynuhnen (Kleinbeinuhnen) 1874–1945
Der Amtsbezirk Klein Beynuhnen wurde am 6. Mai 1874 gebildet: Ihm gehörten spätestens seit 1882 die folgenden vier Gutsbezirke (GB) an. Diese wurden am 30. September 1928 zu zwei Landgemeinden (LG) zusammengelegt.
| Ortsname             | Name (1938–1945) | russischer Name nach 1945 | Bemerkungen                 |
| -------------------- | ---------------- | ------------------------- | --------------------------- |
| Angerau (GB)         |                  | Woronzowo                 | 1928 zur LG Klein Beynuhnen |
| Aussicht (GB)        |                  | Oktjabrskoje              | seit 1928 LG                |
| Klein Beynuhnen (GB) | Kleinbeinuhnen   | Uljanowskoje              | seit 1928 LG                |
| Mikalbude (GB)       | (Mickelau)       | Sutschkowo                | 1928 zur LG Aussicht        |

Der Amtsbezirk wurde am 12. Januar 1939 entsprechend dem Amtssitz in „Amtsbezirk Kleinbeinuhnen“ umbenannt. Er bestand im Jahr 1945 noch aus den beiden Landgemeinden Aussicht und Kleinbeinuhnen.

## Gut und Schloss Klein Beynuhnen
- Siehe Hauptartikel: Schloss Klein Beynuhnen

Im Jahre 1512 übersiedelte der Kaufmann Hans Fahrenheid von Hildesheim nach Königsberg (Preußen) (russisch Kaliningrad). Einer seiner Nachfahren, der Kriegsrat Friedrich Wilhelm Johann von Fahrenheid (1747–1834, 1786 von Friedrich Wilhelm II. in den Adelsstand erhoben), erwarb 1793 den Güterkomplex in Klein Beynuhnen. Sein Sohn Friedrich Heinrich Johann von Fahrenheid (1780–1849) brachte ihn zu wirtschaftlicher Blüte. Er baute die Vollblut-Pferdezucht zum damals zweitgrößten Privatgestüt Europas aus. Er verfügte, dass sein Vermögen für Kunstsammlungen verwendet werden sollte. 
Sein Erbe, Fritz von Fahrenheid (1815–1888), ließ für deren Aufbewahrung und Präsentation ein Schloss errichten. Der Ostflügel wurde in den Jahren 1850–1854 erbaut, der Mitteltrakt und der Westflügel folgten zwischen 1860 und 1864. Architekt war der Bildhauer Albert Wolff, der sich hier an Karl Friedrich Schinkel orientierte. Ab 1884 war der Ostflügel mit Vestibül und neun Sälen, mit Bibliothek und Kupferstichkabinett der Öffentlichkeit als Museum für Skulpturen der griechisch-römischen Antike zugänglich.
In den Privaträumen des Westflügels war das Karyatidenzimmer mit Nachbildungen der Figuren des Erechteion-Tempels auf der Athener Akropolis. Auch gab es Gipsabdrücke nach antiken Skulpturen, Porträts und Reliefs. Des Weiteren wurden Plastiken und Gemälde der italienischen Spätrenaissance und des Frühbarocks gezeigt.
Auf einer Anhöhe im 150 Hektar großen Schlosspark erhob sich ein kleiner dorischer Tempel mit einer Nachbildung der Laokoon-Gruppe. Hier befand sich auch das Grab von Fritz von Fahrenheid. Die Anverwandten wurden hingegen in der Familiengruft in Angerapp (Pyramide in Rapa) beigesetzt.
Im Jahre 1945 wurde das Schloss durch die Rote Armee gesprengt und die noch erhaltenen Kunstgegenstände in die Sowjetunion verbracht. Im Gärtnerhaus wohnte ab 1946 die Familie des Kolchosevorsitzenden. Von den übrigen Gebäuden finden sich nur noch spärliche Ruinenreste.

## Kirche
Die überwiegend evangelische Bevölkerung Klein Beynuhnens war in das Kirchspiel Dombrowken (1938–1945 Eibenburg, seit 1945 polnisch: Dąbrówka) eingepfarrt. Bis 1738 hatte sie noch zur Pfarre Szabienen (1938–1945 Lautersee, seit 1945 polnisch: Żabin) gehört. Es gehörte zum Kirchenkreis Darkehmen (1938–1946 Angerapp, seit 1946 russisch: Osjorsk) in der Kirchenprovinz Ostpreußen der Kirche der Altpreußischen Union. Letzter deutscher Geistlicher war Pfarrer Erich Wisotzki.
In der Zeit der Sowjetunion waren kirchliche Aktivitäten untersagt. Erst in den 1990er Jahren entstanden in der seit 1991/92 russischen Oblast Kaliningrad wieder evangelische Gemeinden. Das heutige Uljanowskoje liegt im Einzugsbereich der Gemeinde der Salzburger Kirche in Gussew (Gumbinnen), die zur ebenfalls neu errichteten Propstei Kaliningrad in der Evangelisch-Lutherischen Kirche Europäisches Russland (ELKER) gehört.

## Persönlichkeiten des Ortes
- Johann Friedrich Wilhelm von Farenheid (1747–1834), Kriegs- und Domänenrat; widmete sich ab 1779 den Angerappschen Gütern und hob als erster Großgrundbesitzer Ostpreußens die Erbuntertänigkeit seiner Bauern auf[10]
- Sophie Gräfin Dönhoff (1768–1834), ab 1790 „zur linken Hand“ mit König Friedrich Wilhelm II. verheiratet, lebte längere Zeit im Gutshaus von Klein Beynuhnen; es wird als ihr Geburtsort angenommen.
- Fritz von Farenheid (1815–1888), Gutsbesitzer und Kunstsammler